# Jia Zhanbo
Jia Zhanbo (Xinyang, 15 de março de 1974) é um atirador olímpico chinês, campeão olímpico.

## Carreira
Jia Zhanbo representou a China nas Olimpíadas, de 2004 e 2008, conquistou a medalha de ouro, na carabina em três posições em 2004.